# 291 (galleri)
291 var et avantgardistisk kunstgalleri på Fifth Avenue i New York. Det blev grundlagt 1905 som Little Galleries of the Photo-Secession af de amerikanske fotografer Alfred Stieglitz og Edward Steichen. 291 viste foruden fotografiske arbejder også afrikansk kunst og præsenterede for første gang moderne europæiske kunstnere i USA. Stieglitz var som galleriets centrale person en nøglefigur i fotografi-og kunsthistorien og en af de første moderne udstillingsarrangører. Galleriet og dets hustidsskrift Camera Work var vigtige for kunstnere og gav impulser til prædadaistiske tendenser, New-York-Dada og de første moderne kunstretninger der fulgte efter i USA i begyndelsen af 1900-tallet.

## Historie

### Photo-Secession,Camera Workog pictorialismen
| „ | Photo-Secession er en ide. Det er en ide om revolte mod den samlede autoritet inden for kunsten, egentlig mod autoritet i det hele taget, for kunst er blot udtryk for livet. | “ |
|   | — Alfred Stieglitz 1912 |   |

Historien om dannelsen af galleriet er tæt forbundet med Photo-Secession, en sammenslutning af fotografer som Stieglitz sammen med sin protege, maleren og fotografen Edward Steichen havde grundlagt 1902 efter forbillede af den London-baserede Brotherhood of the Linked Ring som en "elitær klub". Begrebet "Secession“ hentydede til kunstnerne fra Wiener Secession der havde udskilt sig fra det akademiske establishment. Stieglitz så secessionen som "protest og afspaltning fra ånden hos de doktrinære og kompromismagerne" Photo-Secession tog form mellem 1902 og 1904. De første medlemmer var – foruden Steichen og Stieglitz – internationalt kendte fotografer fra pictorialismen som Frank Eugene, Gertrude Käsebier, Joseph Turner Keiley og Clarence Hudson White. Noget senere sluttede Anne Brigman, Alvin Langdon Coburn og George Henry Seeley sig til. I tilknytning udgav Stieglitz det eksklusivt anlagte højglansmagasin Camera Work – i dyrt ædeltryk (heliogravüre, fotogravure) – for at udbrede fotografierne af Photo-Secession og den af ham proklamerede pictorialisme. Magasinet udkom fire gange årligt mellem 1902 og 1917 med i alt 50 numre og tjente indtil galleriet lukkede Stieglitz som et "hustidsskrift" der foruden essays og indlæg til fotografiens teoriudvikling også præsenterede aktuelle udstillinger. Foruden analysen af secessionisternes fotografiske arbejder havde de første udgaver videnskabelige artikler og naturalistiske fotografier; senere udgaver havde såvel applauderende som hård kunstkritik af de udstillinger Stieglitz organiserede.

### Etablering
Photo-Secessionisternes vandreudstillinger og tidsskriftet Camera Work blev godt modtaget. Alligevel så Stieglitz sin position som den ledende figur blandt fotograferne alvorligt truet, da den professionelle fotograf Curtis Bell, der samtidig var formand for American Federation of Photographic Societies, december 1904 arrangerede udstillingen The First American Photographic Salon i New Yorker Clausen Gallery. Udstillingen bestod af kendte kunstnere som William Merritt Chase, Kenyon Cox og Robert Henri. Der blev præsenteret amerikanske og europæiske fotografer, og udstillingen blev af mange set som et direkte angreb på Stieglitz' dominans, og han så sig nu nødsaget til at løsgøre sig selv og Photo-Secession fra "den middelmådighed og selvtilfredshed der truede det kunstneriske fotografi."
Sammen med Edward Steichen lejede Stieglitz en lille lejlighed på øverste etage af en ejendom på
Fifth Avenue nummer 291, for at benytte den til et galleri. I samme hus indrettede Steichen et kommercielt fotostudie. Da Stieglitz var bange for at der generelt ikke var tilstrækkeligt med fotografiske værker til rådighed til et galleri, og fordi begge anså det for nødvendigt at sammenligne fotografi "med andre kunstarter", besluttede de sig for at vise ikke blot "de allerbedste fotografier i verden", men også malerier, tegninger og skulpturer, og at sætte dem alle i forhold til hinanden. Galleriet skulle samtidig være et kommercielt rum, skønt Stieglitz havde en udpræget aversion mod kunstens kommercialisering og finansielle diskussioner i almindelighed. Han anså det for en speciel form for prostitution, og hvis han mærkede at nogen betragtede et kunstværk som en vare, kunne han pludselig hæve prisen til det dobbelte.

### Åbning – de første udstillinger 1905-1906
Little Galleries of the Photo-Secession, der snart blot blev kaldt 291, åbnede 25. november 1905. Som tidsskriftet Camera Work skulle galleriet tilbyde pictorialisterne et forum, tjene som en præsentationsflade og etablere mediet fotografi som en selvstændig kunstform inden for kunsten. For at understrege de pictorialistiske fotografiers kunstneriske karakter og deres værdighed som unika havde Stieglitz udtænkt nye fremvisningsrum der adskilte sig fra de sædvanlige saloner i de New Yorkske gallerier. Ydermere skulle fotografierne tilbydes til salg med en diskret meddelelse "Pris oplyses ved forespørgsel".
Udstillingspladsen var kun tre små rum; det største 4,50 × 5,10 m, dernæst et på 4,50 × 4,50 m og et smalt rum på blot 4,50 × 2,50 m. I en ledende artikel erklærede Camera Work at "291 var et laboratorium, en forsøgsstation og ikke skulle ses i den sædvanlige betydning af et kunstgalleri".
Den officielle åbningsudstilling januar 1906 præsenterede gummitryk af de franske fotografer Robert Demachy, René Le Bègue og Constant Puyo. Udstillingen blev fulgt af en to-personers fremvisning med fotoarbejder af Gertrude Käsebier og Clarence H. White. Desuden var der samme år yderligere fire udstillinger hvor der blev vist britiske fotografer og førstetryk af Edward Steichen. En udstilling var tilegnet tyske og østrigske fotografer, og en var med Photo-Secessionisterne.
- Photo-Secessionister der blev vist i galleriet
- Robert Demachy:
Toucques Valley, 1906
- Frank Eugene:
Adam og Eva, 1898
- Constant Puyo:
Kvinder med slør, o. 1900
- Gertrude Käsebier:
Miss N
(fotoportræt af Evelyn Nesbit), 1903
- Clarence Hudson White:
Regndråber, 1903

### Retningsskifte til et kunstgalleri for det moderne 1907–1908
Galleriet begrænsede sig kun i kort tid til enkelt- eller gruppeudstillinger af fotografer. Allerede januar 1907 viste Stieglitz tegninger af den engelske illustrator Pamela Colman Smith, der skulle blive kendt med en fremstilling af Rider-Waite-Tarot spillekort.
Edward Steichen levede på den tid i Paris og skabte mange vigtige kontakter til den europæiske avantgarde. Steichen lærte de fleste kunstnere at kende hos den indflydelsesrige amerikanske samlerfamilie Stein, der også levede i Paris – Michael, Sarah, Leo og Gertrude Stein. Han husker senere: "[...] hos Steins så jeg samtlige typer af moderne maleri, fra Cézanne og Renoir til Matisse og Picasso.“ Stieglitz kaldte engang i spøg Steichen for sin "kunst-spejder på stedet".
Under Steichens indflydelse viste galleriet fra 1908 værker af den europæiske kunstner-avantgarde som Georges Braque, Paul Cézanne, Henri Matisse, Francis Picabia, Pablo Picasso, Henri de Toulouse-Lautrec eller billedhuggerne Constantin Brâncuşi og Auguste Rodin, samt amerikanske kunstnere der for en tid arbejdede i Europa, som Marsden Hartley, Arthur Garfield Dove og Alfred Henry Maurer.
I et brev til Stieglitz fra Paris foreslog Steichen "vi skulle lade de moderne værker rotere så såvel fotografier som forståelige kunstværker blev vist. Og som 'rød klud' kunne vi tage Picasso for at betale regningen hvis vi får ham, thi han er et forrykt stenaldermenneske [,] hader udstillinger etc. – under alle omstændigheder skulle vi forsøge med ham."
Udstillingssæsonen 1907/08 begyndte Stieglitz med Photo-Secessionisterne, efterfulgt af en udstilling med Rodins spontane, minimalistiske akvareltegninger der havde en for den tid chokerende seksuel tematik. De 58 tegninger blev vist for første gang offentligt. Rodin var ikke synderlig interesseret i en udstilling i Amerika, men det var lykkedes Steichen at overtale ham til at sende arbejderne over. I almindelighed så mange europæiske kunstnere i tiden ikke megen fornuft i at sende deres værker til et lille amerikansk galleri uden renomme eller udsigt til et godt salg, og Rodin behøvede i 1908 hverken penge eller opmærksomhed, skønt han vidste at han havde mange beundrere i USA. Stieglitz præsenterede Rodins tegninger uindrammet bag glas i de to mindste rum i galleriet. Foråret 1910 fulgte yderligere en Rodin-udstilling med 41 tegninger, grupperet om en "Grubler" i midten af galleriet.
- Auguste Rodin, Udstillinger 1908 og 1910
- Nøgenstudie med draperi
omkring 1900–1905; trykt i Camera Work 39, 1912
- Knælende kvinde
omkring 1900–1908
- Nøgenstudie
omkring 1900–1908
- Kvindelig nøgenstudie bagfra med sjal over skulderen
efter 1901
- Helvede
omkring 1900–1908

Rodin-udstillingen blev efterfulgt af en fotoudstilling af George Seeley, et yngre medlem af Photo-Secession, og en samleudstilling med ekslibris af den tyske maler Willi Geiger, raderinger af D.S. MacLaughlan og tegninger af Pamela Coleman Smith. Sæsonen sluttede med nye fotografier af Steichen og en kontroversiel udstilling af Henri Matisse med akvareller, litografier, raderinger, tegninger og et lille oliemaleri. Matisse-udstillingen var igen sammenstillet af Steichen fra Paris. Januar 1908 skrev han til Stieglitz: "Jeg har en topudstilling til dig, lige så fin som med Rodin. Tegninger af Henri Matisse, den mest moderne af de moderne." April samme år udsendte Stieglitz invitationer hvor han betegnede Matisse som "den førende i en gruppe franske malere der kaldes Les Fauves", og at det for Photo-Secessionen "var en stor lykke at få den ære at præsentere Matisse for det amerikanske publikum og de amerikanske kunstkritikere." Dog opfattede mange besøgende og kritikere franskmandens "ufærdige malerier" – som udelukkende var kvindelige nøgenstudier, aktstudier – som en provokation. Kritikerne havde vanskeligt ved at sætte Matisse ind i en kunstkritisk sammenhæng: I New York havde der hverken været udstillinger af Cézanne, van Gogh eller Gauguin. "Hæslig" var den betegnelse af Matisses værker, de kunne blive enige om.
Især Matisse-udstillingen viste for Stieglitz at hans nye måde at lave udstillinger på havde resonans. Han noterede: "[...] her var en ny mands værk, med nye ideer – en ægte anarkist inden for kunsten, sådan ser det ud. Udstillingen førte til mange hidsige kontroverser; den viste sig at være stimulerende."
Såvel kunstnere som publikum blev konfronteret med nye synsmåder der kunne diskuteres længe i galleriet. De seneste fem måneders udstillinger indeholdt mange forskellige udtryksformer af det kvindelige nøgenstudie, såvel inden for fotografi som maleri, og dertil af så forskellige kunstnere som Rodin, Seeley, Smith og Matisse. Nøgenstudierne kom ikke ved en tilfældighed, idet både Steichen og Stieglitz på den tid beskæftigede sig med nøgenstudier.

### Selvstændige amerikanske tendenser, "Stieglitz-kredsen“ 1909–1910
Udstillingssæsonen 1909 begyndte med karikaturer af den mexicanske kunstner Marius de Zayas. De 25 kultegninger viste portrætter af prominente personer fra tiden og var stillet over for 30 autochrome-fotografier af fotografen og kunstkritikeren J. Nilsen Lauvrik. Udstillingen var et led i Stieglitz' bestræbelser på at finde en dialog mellem abstraktion og fotografi. De Zayas tog det følgende år til Paris for at stifte bekendtskab med de nyeste og mest radikale kunstretninger; han sluttede sig til kredsen omkring Apollinaire og knyttede på den måde mange kontakter. Snart fungerede han på linje med Steichen som Stieglitz’ højre hånd i Europa; de Zayas var i galleriet blandt andet ansvarlig for Picasso-udstillingen 1911, og 1914 organiserede han udstillingen med afrikanske kunstgenstande og skrev kunstkritiske artikler om modernismen i Camera Work. Til forskel fra Stieglitz havde de Zayas forståelse for den kommercielle side af kunsten og grundlagde 1915 Modern Gallery på Fifth Avenue nr. 500. Et forsøg på sammenarbejde mellem de to gallerier slog hurtigt fejl, og Camera Work kunne berette: "Efter tre måneder med eksperimenter indså hr. de Zayas at det praktiske forretningsliv i New York er uforeneligt med 291".
April 1909 viste Stieglitz en fællesudstilling af malerne John Marin og Alfred Henry Maurer. Maurer, oprindelig en akademisk maler i Whistler-traditionen, havde under sine langvarige ophold i Paris stiftet bekendtskab med moderne stilretninger og var nået til et fauvistisk billedsprog. Der blev vist landskabsbilleder i olie af ham. Marin var derimod akvarelmaler der under sit studium havde beskæftiget sig med arkitektur og teknologi, og som tematiserede den tiltagende urbanisering i sine billeder. Hvis Maurers arbejder stadig bar præg af Europa, kunne der spores en selvstændig amerikansk retning i Marins akvareller.
I de følgende fire år udstillede Stieglitz på skift europæiske og unge amerikanske kunstnere. I denne udstillingscyklus "kultiverede" Stieglitz en udvalgt kreds af hjemlige malere der senere af kunstkritikere er blevet kaldt "The Stieglitz Circle“. Disse kunstnere fulgte hver på deres måde Kandinskijs teori: at følelser og ideer kunne formidles gennem rene abstrakte former.
Imidlertid vendte de pictorialistiske fotografer sig forarget fra galleriet og Stieglitz. De var blevet irriteret over at fortaleren for Photo-Secession gav ikke-fotografisk kunst en sådan betydning. Fotografen Gertrude Käsebier, der i begyndelsen havde været under stærk indflydelse fra Stieglitz, forlod 1910 Photo-Secessionisterne og grundlagde med Clarence H. White Pictorial Photographers of America som en rivaliserende forening. Efter 1912 var der kun to fotoudstillinger: en 1913 med Stieglitz’ egne arbejder og en med Paul Strand 1916.
Udstillingssæsonen 1909/10 åbnede med monotypier af den realistiske amerikanske maler Eugene Higgins, litografier af Henri de Toulouse-Lautrec og farvefotografier med autochrombearbejdning af Edward Steichen. Derefter fulgte den anden Matisse-udstilling hvor der blev vist tegninger og sort-hvide fotografier af kunstnerens malerier – blandt andet nøgleværket Le bonheur de vivre  fra 1905/06 – som Steichen havde taget efteråret 1909 i Paris.
I tilknytning til Matisse arrangerede Stieglitz og Steichen med Younger American Painters en omfangsrig fællesudstilling af de amerikanske modernister Arthur Beecher Carles, Arthur Dove, Laurence Fellows, Daniel Putnam Brinley, Marsden Hartley, John Marin, Alfred Maurer, Edward Steichen og Max Weber. Udstillingen skulle vise at disse kunstnere ikke blot vandrede i hælene på Matisse, men skabte deres egen kunst. Stieglitz viste sig som en lige så polariserende som strategisk udstillingsarrangør: efter den rene amerikanske udstilling fulgte udstillinger af malervennerne Henri Rousseau og Max Weber – en franskmand og en amerikaner af polsk herkomst.
Skønt udstillingernes fokus tydeligt var på amerikanske kunstnere, var der ikke tale om en begunstigelse af amerikansk kunst. De følgende to udstillinger 1911 koncentrerede sig om to europæiske forløbere for det moderne med en omfangsrig retrospektiv udstilling af Cézannes akvareller og litografier og med en omfattende værkudstilling af Pablo Picasso. Cézannes arbejder varslede det skridt fra post-impressionisme til kubisme, som Picasso endelig tog.

### Cézanne, Picasso, Matisse og den nye definition på æstetik 1911–1913
Ved begyndelsen af udstillingssæsonen 1910/11 præsenterede Stieglitz det amerikanske publikum for Cézanne. Han viste først de tre litografier Porträt af Cézanne (1896–1897), Små badende (1896–1897) og De badende (udateret) sammen med et dusin sort-hvide fotografier af nogle af Cézannes malerier. Fotografierne tilhørte Max Weber der netop beskæftigede sig med Cézannes arbejder og som ledsagende udstillede sine egne malerier og tegninger i 291. Den første udstilling med Cézanne i USA, med titlen An Exhibition of Water-Colors by Paul Cézanne, fulgte kun tre måneder senere, fra 1. til 25. marts 1911. Stieglitz’ personlige interesse i den franske maler var blevet vakt med Roger Frys velansete udstilling Manet and the Post-Impressionists i London. Først i januar det år havde Steichen fra Paris meddelt, at Cézannes akvareller var til rådighed som lån fra galleriet Bernheim-Jeune. Stieglitz svarede: "Send dem. Naturligvis er jeg nysgerrig for at se hvordan de akvareller jeg lo ad i 1907, vil virke på mig her i 291". Steichen sendte en kasse til New York med 28 akvareller som han havde udvalgt med den parisiske kunstkritiker Félix Fénéon. På trods af den moderate pris på 200 dollar for et værk, blev der kun solgt en enkelt akvarel: Arthur B. Davies erhvervede Kilden i Park Château Noir (1895–1898). Oktober 1911 var der et kort essay om akvarelmaleri i Camera Work nr. 36. Den usignerede tekst var af Stieglitz der fremførte et tydeligt forsvar for værkets æstetik: "Ved det første blik på disse par spor af farve som Cézannes akvareller udgør [...] er man som betragter tilbøjelig til at udbryde: 'Er det alt?'. Men hvis man tillader sig det, vil man bøje sig for fascinationen ved denne kunst. Hvidt papir fremtræder ikke længere som tomrum, det bliver til et strålende sollys. Kunstnerens følsomhed er så sikker, hvert strøg så kyndigt, hver værdi så sand ...".
- Paul Cézanne, udstilling 1911
- Landskab med træer
omkring 1880–1885
- Madame Cézanne med hortensier
omkring 1882–1886
- Løv
1895–1900
- Mont Sainte-Victoire
omkring 1890
- Slynget vej i parken Château Noir
omkring 1900

Umiddelbart efter, 28. marts 1911, præsenterede galleriet Pablo Picasso. Værkudstillingen var spanierens første udstilling i USA. Picasso havde selv i Paris sammenstillet materialet med fotografen Frank Burty Haviland, den mexicanske kunstner Marius de Zayas og Edward Steichen, som afskibede 83 udstillingsemner til New York. På grund den trange plads i galleriet hængte Stieglitz kun 49 akvareller og tegninger op; enkelte arbejder var grupperet tematisk, yderligere 34 tegninger kunne fremvises efter ønske. Akvareller, kul- og tuschtegninger og -skitser dokumenterede næsten fuldstændigt Picassos udvikling til kubismen – der skulle blot have manglet enkelte helt nye arbejder. Da der ikke findes fotografier fra udstillingen, kan det ikke nøje afgøres hvilke værker der blev vist. Blot to tegninger kan afgøres med sikkerhed: Studie af en nøgen kvinde fra 1906 og Stående kvindelig model  fra 1910. "Samtidige recensioner i tretten aviser peger på flere muligheder", således ytrede Charles Brock sig, assisterende kurator for den retrospektive udstilling Modern art and America: Alfred Stieglitz and his New York galleries, der blev vist foråret 2001 i National Gallery of Art i Washington D.C.. Brock betegnede dette som "et af de største mysterier i modernismens tidlige historie i Amerika [...] manglen på fotografier besværliggør forståelsen af Picasso-udstillingen fra 1911."
Udstillingen blev modtaget af publikum i New York med vantro og forargelse og befæstede den opfattelse at avantgarde måtte være absurd Maleren und kunstkritikeren Arthur Hoeber (1854–1915) recenserede Picasso-udstillingen i New York Globe: "Denne udstilling er den mest usædvanlige kombination af ekstravagance og absurditet der endnu har været vist i New York, og ved Gud der har været mange. Enhver fornuftig kritik kommer slet ikke på tale, enhver alvorlig analyse ville være forgæves. Resultatet peger på de værste afdelinger på en galeanstalt, de mest forrykte udgydelser af en plaget ånd, en vanvittig persons kaudervælsk.
Pablo Picasso, 1911

(eksterne links)
- Studie af en nøgen kvinde (Webside ikke længere tilgængelig), 1906
- Mølle i Horta Arkiveret 1. februar 2012 hos  Wayback Machine, 1909*
- Stående kvindelig model Arkiveret 1. februar 2012 hos  Wayback Machine, 1910

*) formodentlig vist i galleriet
Stieglitz’ beundring for Picasso voksede imidlertid med udstillingen. Trods den negative kritik følte han sig "uhyre tilfreds" med den brede interesse. Han skrev til de Zayas: "Udstillingen var en stor succes. Vi har igen begået en fuldtræffer på et psykologisk rigtigt tidspunkt. På en vis måde var det en af vore vigtigste udstillinger hidtil [...] fremtiden ser lys ud." Foruden Steichen viste Marius de Zayas sig at være en gesandt i Paris, der befæstede forholdet til Picasso som en personlig gevinst for Stieglitz. Sommeren 1911 rejste Stieglitz endelig selv til Paris hvor de Zayas gjorde ham bekendt med Picasso. 1912 erhvervede Stieglitz Picassos bronzeskulptur Hoved af Fernande Olivier af kunsthandleren Ambroise Vollard. Desuden udgav han Gertrude Steins portræt af Picasso såvel som Kandinskijs Om det åndelige i kunsten, ligeledes med henblik på Picasso, i en særudgave af Camera Work, august 1912.
Sæsonen 1911/12 åbnede med akvareller af den mexicanske illustrator og børnebogsforfatter Gelett Burgess, fulgt af den franskmanden Adolphe de Meyer, en pioner inden for modefotografi, og maleren Arthur Beecher Carles, der allerede 1910 havde deltaget i fællesudstillingen Younger American Painters. Derpå fulgte malerier og tegninger af Marsden Hartley og den første enkeltudstilling af Arthur Dove. Med titlen Ten Commandments (De ti bud) viste Stieglitz en serie pastelmalerier af Dove, der regnes blandt de første abstrakte værker af en amerikansk kunstner. Denne udstilling befæstede Doves ry som den mest initiativrige og produktive kunstner i sin tid.
Henri Matisse: Skulpturudstilling, 1912

(eksterne links)
- Le Serf (Den livegne) Arkiveret 29. maj 2010 hos  Wayback Machine, 1900–1903
- La Serpentine Arkiveret 30. maj 2010 hos  Wayback Machine, 1909
- Hoved af Jeannette II (Webside ikke længere tilgængelig), 1910

Midt i marts 1912 viste Stieglitz den første skulpturudstilling af Henri Matisse, herunder bronzeværket La Serpentine (1909), der regnes for et af de mest fornyende skulpturarbejder for denne tid. Udstillingen var den vanskeligste og mest krævende af tre Matisse-udstillinger i 291. Som tegner blev Matisse godtaget af kritikerne i New York, men ikke som skulptør. Anmelderne havde idealer der orienterede sig mod græsk-romerske statuer. De betragtede enhver ikke-klassisk eller primitiv stilart som et personligt angreb på deres æstetikopfattelse. En særlig ubehersket kommentar kom igen fra Arthur Hoeber i New York Evening Globe, som nedvurderede Matisses arbejde som "dekadent“, "usundt“, "uvirkeligt“ og sammenlignede det med en "et frygteligt mareridt". James Huneker skrev i Sun: "Efter Rodin – hvad så? Bestemt ikke Henri Matisse. Vi kan se Matisses kraft og individualitet [...] som tegner, men som billedhugger giver han gåsehud."
Den gradvise fremmedgørelse af den menneskelige krop hos europæiske kunstnere, fra Rodin over Picasso til Matisses skulpturer udløste hos betragterne heftige reaktioner og debatter om kunstforståelsen og en ny definition af æstetik.. Stieglitz’ intention var i mindre grad chokvirkningen, men snarere at tilføre det amerikanske publikum en ny betragtningsmåde. Derudover tjente ham dette forcerede retningsskifte til at befri hans foretrukne medium, fotografiet, og for at vise muligheder for et nyt billedsprog, der snart skulle orientere sig mod realismen. På den måde var Stieglitz forløber for konceptet i det kommende Armory Show i 1913.

### "En diabolsk test“ – Reaktionen påArmory Show1913
Billedsammenligning: Studier af New York City

(eksterne links)
- Alfred Stieglitz: Old and New New York Arkiveret 1. februar 2012 hos  Wayback Machine, 1910
- John Marin: Woolworth Building, No. 31 Arkiveret 6. september 2006 hos  Wayback Machine, 1912
- Francis Picabia: New York Arkiveret 16. januar 2009 hos  Wayback Machine, 1913

(Vist i galleriet 1913)
Stieglitz deltog ganske vist ikke direkte i det epokegørende Armory Show, men var dog sponsor sammen med Isabella Stewart „Mrs Jack“ Gardner, Mabel Dodge Luhan, Claude Monet og Odilon Redon. Han var "æres-vicepræsident“ for udstillingen og bidrog med enkelte udstillingsgenstande fra sin egen samling; selv erhvervede han sig adskillige, deriblandt The Garden of Love (Improvisation Number 27)  af Vasilij Kandinskij.
Stieglitz reagerede på selve udstillingen, der fandt sted 17. februar til 15. marts 1913, med en række stramt opbyggede udstillinger: Først viste han akvarelarbejder af John Marin i en separatudstilling. I tilknytning udstillede Stieglitz egne fotografiske arbejder, efterfulgt af værker af den franske modernist Francis Picabia. Disse udstillinger havde billedsammenligninger og studier af New York City, der skulle vise den forskellige betragtningsmåde hos europæiske og amerikanske kunstnere.

#### John Marin
John Marin-udstillingen løb fra 20. januar til 15. februar 1913 og sluttede således to dage før begyndelsen på Armory Show. Udstillingen viste blandt andet 14 akvareller med motiver fra New York City. I udstillingskataloget bemærkede Marin at New York-billederne behøvede en forklaring. Han skrev: "Når vi ser på livet i en storby, skal vi da begrænse os til at betragte mennesker og dyr på gaderne og i husene? Er bygningerne da døde? Jeg ser storslåede kræfter på spil; store bevægelser [...] skubbende, trækkende, sideværts, nedad, opad, jeg kan bogstavelig talt høre klangen af deres kappestrid, og der bliver spillet stor musik. Derfor forsøger jeg med grafiske midler at udtrykke hvad der udgør byen."
Marins abstrakte bygningsmotiver, især af Woolworth-bygningen, skabte stor interesse blandt kritikerne. Nogle af dem sammenlignede akvarellerne med katedral-serien af Monet. En bemærkede den legende opløsning af solide bygninger i storbyens virvar ved hjælp af skingre farver og herligt lys. "Som ville de store bygninger svinge sig i dans." W.B. McCormick fra New York Press sammenlignede billedet af Fifth Avenue med "en østersskal der åbner sig over et krigsskib." Paul Haviland roste udstillingen i Camera Work som et af de tidligste værker af en amerikansk modernist og for radikalt at lægge afstand til samtlige tidligere fortolkninger af New York."
Allerede i optakten havde Stieglitz i et interview i New York American annonceret "at han havde til hensigt at placere en amerikansk kunstner, og – endnu mere ambitiøst New York selv – i spidsen for den internationale avantgarde-bevægelse." Stieglitz' budskab blev hørt: Reproduktioner af Marins Woolworth-bygning blev vist i New Yorks aviser, tre af dem henledte samtidig opmærksomheden på den kontroversielle franskmand Francis Picabia, der netop var ankommet til Amerika.

#### Alfred Stieglitz
En uge efter åbningen af Armory Show åbnede Stieglitz en udstilling med egne fotografier. Han viste i alt 30 arbejder fra 1892 til 1912, deriblandt emner fra Paris, hestevæddeløb, bøndergårde fra Tyrol, oceandampere, flyvemaskiner, badende og svømmebassiner. Det fremherskende tema var dog byen New York med 13 fotografier. Stieglitz viste med sine fotografier et medium der var udelukket fra Armory Show. Han kaldte det "en diabolsk test" hvor han ville stille fotografiens styrke på en prøve, hvorved – som Paul Haviland bemærkede i Camera Work – "det ikke så meget var Stieglitz' værk, der skulle være i forgrunden, som fotografiens rolle i udviklingen af moderne kunst. Og hvilket værk kunne udtrykke det bedre end Stieglitz'? Hans tryk viser den reneste form for det rene fotografi, det bedste af en af de mest respekterede fotografer." I anmeldelserne til udstillingen blev Stieglitz' tanker om fotografi i vid udstrækning godtaget uden kritik.

#### Francis Picabia
Umiddelbart efter Armory Show viste Stieglitz udstillingen An Exhibition of Studies Made in New York med abstrakte arbejder af Francis Picabia. Ledsaget af et katalog der indeholdt en kort erklæring af kunstneren, blev der vist 16 værker: to ikke identificerede emner, to portrætter af den franske danserinde Stacia Napierkowska (1896-1945), som Picabia havde lært at kende på rejsen til Amerika, to afrikanske sange han havde hørt i New York omsat til billeder samt yderligere ti billeder der viste hans oplevelser i byen.
Picabia havde malet billederne under Stieglitz’ fotoudstilling. Han bemærkede at fotografierne havde hjulpet ham til at realisere kunstens sande natur: "Kameraet kan ikke videregive tankemæssige emner. Ren kunst kan ikke skabe materielle kendsgerninger. Den kan kun skabe eller belyse immaterielle eller følelsesmæssige forhold.
Den ide at præsentere kunst mens den opstår var ny. I et interview med Henry Tyrell, kunstkritiker ved New York World, erklærede Picabia: "Malede jeg "Strygejernsbygningen" eller Woolworth-bygningen, som malede jeg mine indtryk af de storartede skyskrabere i jeres store by? Nej, jeg gav jer suset af den opadstræbende bevægelse, følelsen som hos dem der ville bygge Babelstårnet – menneskenes drøm om at nå himlen, om grænseløshed." Kort før udstillingen i 291 blev tre akvareller af Picabia trykt i New York Tribune flankeret af to spottende tegninger af børn der leger med byggeklodser.

### Brâncuşi og afrikansk kunst – eksperimenterende udstillinger 1914–1915
Stieglitz følte sig med Armory Show sat i baggrunden i sin mission at bringe europæisk modernisme til Amerika. Mens han hidtil havde forsøgt med omhu og udvælgelse at gå ind for den nye kunst, forvandlede Armory Show kunst "til et cirkus", som han så det. Pludselig synes 291 at miste sit kvalitetsstempel – salget stagnerede og kritikken blev mere halvhjertet. Den betragtelige genklang for Armory Show drev desuden også andre gallerister i New York til at organisere deres udstillinger med moderne europæisk kunst. Da Stieglitz ikke ville "svømme med strømmen", skiftede han igen retning og begyndte at planlægge eksperimentelle udstillinger.

#### Constantin Brâncuşi 1914
For billedhuggeren Constantin Brâncuşi betød udstillingen i 291 et vendepunkt i hans karriere. Selv i hans adopterede hjemby Paris gjaldt rumæneren, der en kort periode havde arbejdet for Rodin, blandt kritikere for et staldtip. Edward Steichen var 1907 i Paris blevet opmærksom på Brâncusi i Salon des Indépendants. Der er uvist hvornår han foreslog Stieglitz at organisere en udstilling med billedhuggeren, ligesom det er usandsynligt at Brâncusi og Stieglitz var personlige bekendte. Snarere opstod kontakten via kunstneren Walter Pach, der var medorganisator ved Armory Show og bekendt med Brâncusi.
Udstillingen fra marts til april 1914 viste et tværsnit af Brâncuşis værk over de sidste tre år. Der blev vist fire variationer af kvindelige figurer. Sovende muse og Muse var oprindelig fra et portræt af baronesse Renée Frachon. Danaïde og Mademoiselle Pogány var inspireret af den unge ungarske kunststuderende Margit Pogány. Figurerne viste det kvindelige ansigt som stærkt skematiserede (æg-)former, der – uden at gøre fordring på realistisk fremstilling – skulle suggerere forskellige karaktertræk. Figurerne var fremstillet i hvid marmor; Mademoiselle Pogány og Muse havde Brâncusi tillige lavet i bronze. Med de forskellige udførelser ville han demonstrere at skulpturens form helt kan defineres på ny ved at blive lavet i forskellige materialer. Desuden medbragte Brâncuşi Maiastra, en af de over 30 fuglefigurer han i alt lavede, og Progigal Son ("Den fortabte søn"), hans første skulptur i træ som skulle vise hen til afrikanske artefakter. Af Den fortabte søn eksisterer der nu blot fotografier, da Brâncuşi ødelagde figuren efter hjemkomsten til Paris.
Constantin Brâncuşi, 1914

(eksterne links)
- Sovende muse Arkiveret 26. marts 2010 hos  Wayback Machine, 1909-10
- Maiastra Arkiveret 30. maj 2010 hos  Wayback Machine, o. 1911
- Mademoiselle Pogány Arkiveret 1. februar 2010 hos  Wayback Machine, 1912
- Muse (La Muse) Arkiveret 29. april 2011 hos  Wayback Machine, 1912
- Danaïde Arkiveret 11. december 2009 hos  Wayback Machine, 1913

Kritikerne var i det store og hele positive. Juni 1914 aftrykte Camera Work seks anmeldelser. En af dem var af Henry McBride, en ung kunstkritiker fra Sun, der bemærkede: "Brâncuşis kunst synes at udvide og udfolde sig, at antage en overraskende klarhed.“ I Europa var Brâncusi dog bekymret for udstillingen som det fremgår af korrespondance mellem ham, Steichen og Stieglitz. I begyndelsen var der problemer med toldvæsenet, der ikke kunne deklarere genstandene, og udstillingen måtte af den grund udskydes en måned. Stieglitz fik løst problemet ved at betale en afgift; men der var desuden en tvist mellem Stieglitz og Brâncusi, som havde aftalt en ordning med Walter Pach om at penge for salg skulle sendes direkte til ham, så Stieglitz ikke kunne tage kommission.
Imidlertid var udstillingen forretningsmæssigt en succes: Brâncusi havde fastlagt priser som Stieglitz uden videre accepterede. En af kunstgenstandene var allerede blevet solgt før åbningen: Sovende muse af marmor gik til Arthur B. Davies, der desuden erhvervede Muse. Danaïde og Maiastra af bronze blev solgt til kunstsamler-ægteparret Agnes og Eugene Meyer, fremtrædende støtter for 291. De overtog tillige fragt og forsikring af hele Brâncuşi-udstillingen og blev kunstnerens livslange venner. Den velhavende sagfører og kunstsamler John Quinn, der allerede under Armory Show havde vist sig som en generøs kunstmæcen, erhvervede med Mademoiselle Pogány til 6000 franc udstillingens dyreste genstand og blev endnu en mæcen for billedhuggeren. Stieglitz købte selv den tredje bronzeskulptur af Sovende muse. Blot Danaïde og Den fortabte søn af marmor blev ikke solgt. Denne udstilling i 291 forblev det eneste samarbejde mellem Brâncuşi og Stieglitz.

#### Afrikanisk kunst 1914/1915
Juni 1914 meddelte Stieglitz in Camera Work for den kommende sæson noget hidtil usædvanligt, titlen var: Statuary in Wood by African Savages – The Root of Modern Art ("Træskulpturer af afrikanske vilde – rødderne til moderne kunst"). Det skulle være et radikalt brud på den hidtidige skiften mellem europæisk og amerikansk kunst. Stieglitz spillede på primitivismen, en trend blandt europæiske kunstnere, lånt fra afrikansk folkekunst, noget der på denne tid var populært særlig i Frankrig som art nègre med eksempler af Maurice de Vlaminck, André Derain, Henri Matisse og fra Picassos afrikanske periode. På indbydelserne beskrev Stieglitz præsentationen som "første gang i udstillingshistorien at negerskulpturer er vist under synsvinklen kunst." Denne formulering fik en speciel betydning da artefakter fra Afrika hidtil udelukkende var blevet behandlet i en etnografisk og naturvidenskabelig sammenhæng, ikke i betydningen folkekunst som selvstændig kunstform.
Marius de Zayas, der nu var "chefkurator" i galleriet, var i Europa ansvarlig for udvælgelsen af udstillingsgenstandene. I 1800-tallet havde europæiske museer anskaffet mange afrikanske artefakter fra kolonierne, og da USA ikke rådede over sådanne forsyningskilder, måtte de Zayas finde europæiske kunsthandlere. Han fandt en sådan i Paul Guillaume der februar 1914 havde åbnet et galleri i Paris hvor han tilbød samtidig kunst og afrikanske skulpturer. De Zayas skrev til Stieglitz: "Jeg tror [...] jeg kan arrangere udstillingen med bemærkelsesværdige negerskulpturer. Kunsthandler Guillaume har en meget vigtig samling og er villig til at låne os den.“ Inspireret af udtryk for spiritualitet koncentrerede Stieglitz sig især om genstande fra Vest- og Centralafrika.
Med udstillingen søgte Stieglitz at igangsætte en debat om forholdet mellem kunst og natur, vestlig og afrikansk kunst og intellektuel og såkaldt "naiv" kunst. Kritikerne reagerede forskelligt, men var fælles om en forståelse for Stieglitz' lærebogsagtige fremstilling af afrikansk kunsts indflydelse på den europæiske avantgarde.
Elizabeth Luther Carey fra New York Times skrev kort: "Som udstillingen tydeligt viser, har post-impressionisterne og de vilde fra Kongo meget til fælles." Anmeldelsen i New York Evening Post var derimod nedgørende: "Med hensyn til denne udstilling er det vel ikke nødvendigt at fastslå at det handler om vilde. I sandhed vilde! Den karakteristiske lugt af vildskab angriber omgående den besøgende når han træder ind i det lille af rummene. De rå træsnit hører til junglens sorte huller. Mange af dem er knap menneskelige og er kraftfulde udtryk for grov brutalitet så musklerne sitrer." Andre kritikere placerede imidlertid de afrikanske arbejder på et højere æstetisk niveau end den europæiske avantgarde. New York World skrev: " De franske apostle har endnu et vej foran sig inden de når deres afrikanske forgængeres hørevidde.“

#### Picasso og George Braque 1914/1915
I en følgende udstilling ved årsskiftet 1914/1915 kombinerede Stieglitz værker af Picasso og Georges Braque med relikvier fra Kota-folket fra Gabon og et ægte hvepsebo. Kotamaskerne havde inspireret Picasso under arbejdet med Les Demoiselles d’Avignon ("Pigerne fra Avignon") (1907).
Det er ikke længere muligt entydigt at identificere arbejderne af Picasso og Braque. Formodentlig drejede det sig om nye værker: Camera Work viste november 1915 en papier collé af Braque på titelsiden og en violintegning af Picasso på bagsiden. Begge blev erhvervet af kunstsamler-ægteparret Arensberg. Et andet værk fra udstillingen, Braques Glass, Bottle and Guitar fra 1913, endte i Katherine S. Dreiers samling. Som før ved Armory Show reagerede kritikerne med fornærmelser på de kubistiske kunstnere. For Stieglitz var udstillingen uden overskud, afregningen gik til Picabias fra hvis samling værkerne stammede.
I galleriets midterste rum viste Stieglitz desuden arkaisk mexicansk keramik og træskærearbejder fra Paul Havilands samling.

### Tidsskriftet"291"1915
Under første verdenskrig blev galleri 291 til det vigtigste forum for den europæiske avantgarde og en "drivfjeder" for den internationale dadaisme. 1915 grundlagde Stieglitz, de Zayas og Picabia med støtte fra fotografen Paul Burty Haviland og journalisten Agnes E. Meyer et nyt tidsskrift, som de gav det korte navn 291 efter galleriet. Andre forfattere var, foruden John Marin, digterne Max Jacob og Georges Ribemont-Dessaignes. Inspireret af de Zayas’ abstrakte portrættegninger offentliggjorde Picabia en række maskintegninger, såkaldte "mekanomorfiske billeder", blandt andet værket Fille née sans mère ("Pige født uden mor"),  der skulle markere at Picabia forlod kubismen. Desuden portrætterede han de Zayas, Haviland og Stieglitz som maskiner; af Stieglitz en kamerakonstruktion med teksten „Ici, c’est ici Stieglitz / foi et amour ("Her, det er Stieglitz her, tro og kærlighed") . Det ironiske Stieglitz-portræt var på titelsiden af 291.
Med krigen som baggrund var tonen i 291 meget patriotisk: USA blev tiljublet som "den mest moderne nation i verden", men forfatterne spurgte også læserne om de vidste og satte pris på den centrale rolle som maskinen spillede i deres liv. 1917 videreførte Marcel Duchamp denne tankegang kunstnerisk idet han erklærede en maskinfremstillet genstand – et tilfældigt urinal som han kaldte Fountain – for en readymade og ophøjede det til en kunstgenstand. Duchamp var på dette tidspunkt medlem af den amerikanske Society of Independent Artists, etableret 1916 i New York, og havde allerede vakt opsigt ved Armory Show med maleriet Nøgen figur, der går ned ad en trappe, no. 2. Med den yderligere skandale omkring det afviste urinal til Society of Independent Artists årlige udstilling – indleveret under pseudonymet R. Mutt – havde Duchamp fået en omtale i medierne som Stieglitz ville udnytte, og det lykkedes ham at overtale Duchamp til at udstille urinalet i galleriet. Stieglitz fotograferede det selv, og det blev samme år offentliggjort i Dada-tidsskriftet The Blind Man (nr. 2 maj 1917) som blev udgivet af Duchamp, Henri-Pierre Roché og Beatrice Wood. Et sådant billeddokument af en af østkystens mest anerkendte fotografer sikrede det hurtigt international opmærksomhed som kunstgenstand. 
Senest siden Armory Show følte Stieglitz i stigende grad en forpligtelse over for amerikanske kunstnere og koncentrerede sig efter 1915 hovedsagelig om deres arbejder. Ifølge hans nærmeste venner Marius de Zayas og Francis Picabia var Stieglitz’ fornyelseslyst efter Armory Show tydeligt opbremset, især syntes hans anliggende at befordre den amerikanske modernisme at løbe ud i sandet. Stieglitz havde altså "brug for" en ny amerikansk kunstner, om muligt en fotograf der kunne give det nye medium nye impulser.

### Paul Strand 1916
Med Paul Strand drejede det sig om den første fotoudstilling i galleriet siden Stieglitz’ "diabolske test“ under Armory Show tre år tidligere. Skønt Stieglitz havde erklæret udstillingen for en "banebrydende begivenhed for moderne fotografi", handlede det snarere om "en broget blanding af fotografier", som Sarah Greenough, kurator for den retrospektive Stieglitz-udstilling i National Gallery of Art i Washington D. C. 2001, vurderede ved rekonstruktion af udstillingen.
Paul Strand, 1916

(eksterne links)
- Pears and Bowls Arkiveret 23. august 2011 hos  Wayback Machine, 1916
- Blind Arkiveret 22. februar 2009 hos  Wayback Machine, 1916
- Portræt, Washington Square Park Arkiveret 16. maj 2011 hos  Wayback Machine, 1916
- Wire Wheel Arkiveret 16. januar 2011 hos  Wayback Machine, 1917
- The White Fence Arkiveret 3. december 2008 hos  Wayback Machine, 1917

(formodentlig vist i galleriet)
Som for de fleste udstillinger i galleriet findes der hverken katalog eller lister over de udstillede billeder. Kun fem kan med sikkerhed henføres til udstillingen : City Hall Park, The River Neckar fra 1911, Railroad Sidings fra 1914, Maid of the Mist, Niagara Falls og Winter, Central Park New York, som hører til Strands tidlige arbejder. Samtidig kritik kunne tyde på at det næsten udelukkende må have drejet sig om pictorialistiske arbejder. Den konservative kritiker Royal Cortissoz fra New York Herald Tribune, der i almindelighed afskrev modernisternes arbejder som "dumme hæslige billeder", roste Strands "bemærkelsesværdige fotografier" som "sølvagtige  billeder af udsøgt skønhed". En kritiker beskrev The White Fence: "Man kan knap kombinere mere kontrast, betoning, overspændthed og hæslighed inden for et billedes fire sider"; blot kunstkritikeren Charles Caffin bemærkede en forskel til tidens andre pictorialister.
Paul Strand forbandt væsentlige aspekter af modernismen i sine fotoarbejder: Som forbillederne Cézanne, Picasso og Braque eksperimenterede han med hverdagsgenstande (Pears and Bowls, 1916); som kubisterne demonterede han billedkompositionen, idet han overbetonede lys og skygge (The White Fence, 1916); han interesserede sig for maskiner (Wire Wheel, 1917), et væsentligt element der også findes hos Duchamp og Picabia; hertil kom en ny socialdokumentaristisk komponent som han formodentlig havde overtaget fra Lewis Hine: empati for det almindelige menneske på gaden (Blind, 1916) og en interesse i den etniske mangfoldighed blandt indvandrerne (Portrait Washington Square Park, 1916). Dette arbejde blev bragt juni 1917 i sidste nummer af Camera Work.

### Marsden Hartley 1916
Efter Paul Strand udstillede Marsden Hartley sine Berlin-malerier i 291. Hartley og Stieglitz kendte hinanden siden 1909, hvor Stieglitz efter blot et overfladisk syn havde lovet ham en udstilling, og på denne tillid grundlagdes et varigt venskab. 1912 var Hartley taget til Paris, men drog blot et år senere videre til Berlin fordi Seine-metropolen var ham for overbefolket, og fordi han som amerikaner nød at være noget særligt i Berlin. Hartley blev i Berlin til slutningen af 1915 og havde ikke færdiglavet billeder efter sin hjemkomst til USA : "Nu er jeg klar til alle forbindelser [...] jeg vil gøre mig så fri som muligt til alle ideer til udstillingen ..."
Marsden Hartley, 1916

(eksterne links)
- Indian Fantasy Arkiveret 16. april 2010 hos  Wayback Machine, 1914
- Portrait of a German Officer Arkiveret 6. juli 2010 hos  Wayback Machine, 1914
- The Iron Cross Arkiveret 30. maj 2010 hos  Wayback Machine, 1915 (video) Arkiveret 26. marts 2016 hos  Wayback Machine

Udstillingen markerede et højdepunkt i første fase af Hartleys karriere. Der blev vist omkring 40 malerier, og udstillingen regnedes for det mest omfangsrige svar fra en amerikansk kunstner på den europæiske modernisme. Billederne var, som Hartley kaldte det, "præget af kosmisk kubisme", hvorved indflydelse fra Kandinskij og Franz Marc blev synlig. Nogle arbejder var tydeligt inspireret af billedsproget hos de oprindelige amerikanere og viste for eksempel tipier, ørne, kanoer og krigsbemaling. Hartley havde først lært disse indianske artefakter at kende i Palais du Trocadéro (i dag Palais de Chaillot i Paris) og det etnologiske museum i Berlin. Som krigen skred frem nedtonede Hartley dog amerikanske temaer i sine værker og indarbejdede i stigende grad tyske sætstykker, hvad der på den ene side kan ses som et sorgarbejde over tabet af vennen Karl von Freyburg, på den anden side om et vist mål af tilpasning til det tyske publikum.
Reaktionen på udstillingen var overvejende negativ. Hartleys status som den mest radikale kunstner i Tyskland blev ganske vist styrket, hans malerier var jo rettet mod et tysk publikum, hvad der med krigen som baggrund var yderst ugunstig. Reporteren fra New York Times kunne ikke beslutte sig for om Hartleys værker skulle fortolkes som pro- eller antityske. Robert J. Cole fra Evening Sun roste i det mindste flagenes farver og skakbrætmønstrene: "Soldaterstykkerne videregiver i mindre grad slagmarkernes destruktion, fordi denne meget moderne kunstner hæfter sig mere ved riddervæsenets gloire og dets heraldik." En kritiker drog en direkte sammenligning mellem indianertipier og militærtelte.

### Georgia O’Keeffe, 1916 og 1917
Georgia O’Keeffe, 1916/1917

(eksterne links)
- No. 20 – From Music – Special Arkiveret 21. juni 2010 hos  Wayback Machine, 1915
- Blue Lines (Webside ikke længere tilgængelig), 1916
- Blue II Arkiveret 21. juni 2010 hos  Wayback Machine, 1916

De første arbejder af Georgia O'Keeffe, som Stieglitz så januar 1916, var relativt grove, abstrakte kultegninger. O'Keeffe var på dette tidspunkt en fuldstændig ukendt 29-årig kunstlærer. Stieglitz var begejstret over de mystisk udseende abstraktioner: "Det er virkelig fine sager – du siger af en kvinde – det er en usædvanlig kvinde – hun er større end de fleste kvinder, men hun har denne fine fornemmelse – jeg vidste det var en kvinde – se denne linje. Det er de reneste, fineste mest oprigtige ting der længe har været i 291. Jeg ville ikke have noget imod at vise dem i en periode i disse rum." Og han besluttede sig for at vise nogle af hendes tegninger i galleriet maj 1916 uden at informere O’Keeffe.
O’Keeffe var blandt andet under indflydelse af Alon Bement, der gav kunstkurser ved Teachers College, Columbia University, og af Arthur Wesley Dow, der var landskabsmaler, fotograf, grafiker og kunstlærer. Bement gjorde O’Keeffe fortrolig med europæiske kunstnere og foreslog hende at gøre sig bekendt med Kandinskij, særlig med hans tanke at forstå kunst som et selvudtryk. Dow havde imidlertid stiftet bekendtskab med kinesisk og japansk kunst hvad der til sidst førte ham til at afvise den realisme man underviste i på kunstskolerne. Dow var af den overbevisning at en kunstner ikke skulle imitere naturen, i stedet hellere bringe følelser og ideer til udtryk, hvad der ideelt skulle kunne lade sig gøre med harmonisk arrangerede linjer, farver og kontraster.
Stieglitz behandlede mandlige og kvindelige kunstnere ens, ligesom han sidestillede den kreative og seksuelle energi. Han skrev 1916: "Ud over andre værdier er miss O’Keeffes tegninger blandt andet interessante under en psykoanalytisk synsvinkel. 291 har aldrig før haft en kvinde der udtrykte sig så åbenhjertigt." Stieglitz var overbevist om at O’Keeffes værker havde en skjult betydning som hun ikke selv var bevidst om. Der opstod en oprevet brevveksling derom, og O’Keeffe krævede på et tidspunkt sine arbejder tilbage, men endte dog med at takke, indvillige i en udstilling og sluttede med at spørge: „Tror De jeg er idiot?“
Februar 1917 havde O’Keeffe samlet tilstrækkelig værker til en enkeltudstilling. De 23 udstillede værker viste hendes gradvise skridt mod abstraktion. Udstillingen, der løb fra 3. april til 14. maj 1917, var samtidig den sidste i galleri 291. O’Keeffe var rejst fra Texas udelukkende for at være til stede ved udstillingen. I New York stiftede hun bekendtskab med Paul Strand og flere kunstnere i kredsen omkring Stieglitz som Arthur Dove og John Marin, og der udviklede sig et kærlighedsforhold mellem hende og Stieglitz. Fra 1918 til 1937 lavede Stieglitz over 300 fotografier af O’Keeffe. De blev gift 1924 (Stieglitz første ægteskab med Emmeline Obermeyer sluttede 1918).,

### Lukning af galleriet
Juni 1917, to måneder efter USA's indtræden i første verdenskrig, var Stieglitz nødt til på grund af dårlig økonomi at lukke galleriet, der overvejende havde været finansieret ved hjælp af hans første kones formue. Med galleriets lukning opløstes også det efterhånden betydningsløse Photo-Secession, og det dyre tidsskrift Camera Work blev indstillet. Mellem 1917 og 1918 trak Stieglitz sig i et par måneder tilbage til et rum under de nu forladte udstillingslokaler. I dette rum, som han kaldte sin "grav", havde han meningsudvekslinger med de kunstnere, fotografer og forfattere, der stadig besøgte ham. "Nu, i krigstider, uden udstillingsrum eller nye kunstværker, synes den frie eksperimenteren og følelsen af fuldstændig frihed ikke længere mulig", som han sagde. Det stod klart for ham "at modernismen måtte gennemtænkes på ny." 
Dertil kom at mange af hans venner og kolleger, såvel som mange andre der havde givet liv til den kollektive kunstscene, havde forladt New York og var forsvundet ud af hans omgivelser. Paul Haviland var allerede 1915 taget til Paris. Marius de Zayas forfulgte med Modern Gallery egne mål, der førte til et brud med Stieglitz. Edward Steichen blev frivillig i den amerikanske hær og gjorde tjeneste i Frankrig ved en rekognosceringsenhed. Han beskæftigede sig senere med udstillingsvirksomhed og var fra 1947 til 1962 leder af fotoafdelingen ved Museum of Modern Art i New York, hvor han 1951 var kurator for den omfangsrige fotoudstilling The Family of Man. Oktober 1917 tog Francis Picabia tilbage til Frankrig med sin kone Gabrielle Buffet og vendte aldrig tilbage til USA. Marcel Duchamp forlod New York for Sydamerika.
Der udkrystalliserede sig efterhånden en gruppe på syv kunstnere "Seven Americans“ – Charles Demuth, Arthur Dove, Marsden Hartley, John Marin, Georgia O'Keeffe, Paul Strand og Stieglitz selv – som videreudviklede og konsoliderede den amerikanske modernisme. De følgende år grundlagde Stieglitz flere gallerier i New York: Intimate Gallery (1925–1929) og An American Place (1929–1946), hvor han præsenterede værker af disse syv og andre, især amerikanske kunstnere.

### Resumé
Især havde de sidste udstillinger gjort det klart for Stieglitz, at der havde fundet store forvandlinger sted inden for kunsten i det forløbne årti, og at hver kunstner havde fortolket udviklingen i europæisk modernisme på sin egen måde og ladet det komme til udtryk i værkerne. Marsden Hartley var for eksempel inspireret af Kandinskij; John Marin gav i sine akvareller med bymæssige, ofte mennesketomme motiver et forlæg for den senere præcisionisme; Arthur Dove frigjorde sig som den første abstrakte amerikanske kunstner, og Georgia O’Keeffe havde med sine halvabstrakte arbejder fundet sin egen stil, tydelig uden indflydelse fra europæisk stil. Atter andre kunstnere forfulgte kubofuturistiske fremgangsmåder for – over en præcisionisme at nå frem til en regionalistisk realisme, eller som malerne i gruppen The Eight (o. 1934 omtalt som Ashcan School) til en socialkritisk realisme der blev kendt som American Scene eller Amerikansk realisme. Det de har fælles er den tydelige tilknytning til fotografien, som i USA fik den største indflydelse på billedkunsten. Som repræsentant for det socialdokumentariske fotografi er her nævnt Paul Strand. Kun få samtidige overtog prædadaistiske elementer som for eksempel New Yorker-maleren og fotokunstneren Man Ray, der allerede i begyndelsen af sin kunstnerkarriere havde hentet indtryk i Stieglitz' galleri. Sammen med Duchamp og Picabia formulerede Man Ray på omtrent samme tidspunkt den såkaldte New York-Dada før han vendte sig bort fra amerikansk kunst.
Tendenserne i den moderne kunstverden kunne ikke bevæge Stieglitz til at forlade New York. På et tidspunkt hvor mange amerikanske kunstnere som for eksempel Charles Demuth, Marsden Hartley og Man Ray orienterede sig mod Paris, bad Stieglitz redaktørerne af det avantgardistiske tidsskrift Broom – et periodikum der blev udgivet af amerikanere i Italien – om igen at rette blikket mod New York. Fire år efter lukningen af galleriet så Stieglitz ideen med 291 tydeligere end nogensinde; han skrev: "meget udkrystalliserer sig netop nu – meget bliver sat i bevægelse – alle stræber i én retning". I Paris frygtede kunstnere som kunstkritikere at der uden en ambitiøs fortaler som Stieglitz ikke længere ville være noget amerikansk samlingspunkt: Stieglitz' galleri havde været midtpunkt og samlingssted for kontroverser og kunstdiskussioner, for udstillinger og formidlinger.
Alfred Stieglitz døde 1946. Efter hans død blev de fleste værker i hans besiddelse fra 291 af Georgia O’Keeffe gjort til en del af "Alfred Stieglitz Collection" i National Gallery of Art i Washington D.C., Fisk University i Nashville, Tennessee og Museum of Fine Arts, Boston.

## Reception, eftervirkning
| „ | Hvis jeg engang skal vurderes, da skal det være for mine egne fotografiske værker, for "Camera Work", for kunsten, hvordan jeg levede og hvordan jeg i over fyrre år har vist hvordan man arrangerer udstillinger der griber ind i hinanden. | “ |
|   | — Alfred Stieglitz, januar 1935 |   |

Marius de Zayas, Francis Picabia, Agnes E. Meyer, kunstsamleren Walter Conrad Arensberg og flere unge centrale personer fra kredsen omkring Alfred Stieglitz åbnede oktober 1915 med Modern Gallery et udstillingsrum på Fifth Avenue, som ganske vist blev dannet i ånden fra 291, men som til forskel fra Stieglitz' mæcenat især satsede på et kommercielt aspekt. På den måde kom de til at være blandt pionererne for den hurtigt voksende kunsthandel i New York og markerede begyndelsen på byens forvandling til ny kunstmetropol.
Francis Picabia offentliggjorde fra januar 1917 i Barcelona et dada-tidsskrift 391 hvor han præsenterede sine maskinbilleder og proklamerede "anti-kunst" og anti-litteratur". Tidsskriftets titel og udtryk spillede bevidst på hustidsskriftet for galleri 291 som han tidligere havde udgivet med Stieglitz. 391 udkom indtil oktober 1924 også i New York, Lausanne, Zürich og Paris.
I 1920'erne opstod adskillige kommercielle gallerier i New York som Bourgeois, Belmaison, Daniel og Montross, og institutioner som Metropolitan Museum of Art og Brooklyn Museum of Art blev grundlagt, "dog blev det hul i den New York'ske kunstverden, der efter krigen var opstået ved lukningen af 291, kun langsomt lukket.
Med grundlæggelsen 1920 af Société Anonyme Inc. forsøgte kunstsamleren og maleren Katherine Sophie Dreier sammen med vennerne Marcel Duchamp og Man Ray at knytte an til Stieglitz og etablere en organisation til fremme af moderne kunst i New York. Sammenslutningen arrangerede en række vigtige udstillinger – for eksempel den første værkudstilling af Alexander Archipenko i USA. Dreier mislykkedes dog med sin langsigtede plan at bringe sin egen omfangsrige samling ind i en statslig understøttet museumssammenhæng.
Henry Fitch Taylor havde 1920 grundlagt Modern Artists of America og Whitney Studio Club (der 1930 blev Whitney Museum of American Art). Også her vistes medlemmernes moderne arbejder.
Maleren Thomas Hart Benton, en førende repræsentant for amerikansk regionalisme angreb 1935 Alfred Stieglitz i et tilbageblik i tidsskriftet Common Sense, ved at stille spørgsmål ved Stieglitz' "amerikanske æstetik" : "Det er ikke så meget hans kunst der er amerikansk, det er langt snarere hans selvforståelse som 'seer' og 'profet'; deri ligger hans sande forhold til vort land. Amerika producerer flere af den slags end noget andet land. Dette sted er fuld af kulter der bliver ført an af individer som ser sig selv som målestok for alt". Om 291 skrev Benton: "Jeg er sikker på at der ikke i hele verden blev lavet så tåbeligt nonsense [...] forgiftningen med intellektuelt vanvid antog dér et utroligt omfang.“
Ansel Adams, der i midten af 1930'erne udstillede i Stieglitz’ galleri An American Place, husker i sin selvbiografi fra 1984 Stieglitz som udstillingsarrangør: "Han fortalte andre kunstnere hvad deres værker betød for ham. Var de store nok til at acceptere hans ærlige mening, var det en berigelse. Han mente at der i kunsten var mulighed for at gøre væsentlige udsagn om livet – at udtrykke hvad den enkelte føler i forhold til verden og medmenneskene.“
Susan Sontag betragtede Stieglitz’ bestræbelser på at frisætte amerikansk kunst under synspunktet "en stor amerikansk kulturrevolution", som allerede Walt Whitman 1855 i forordet til Leaves of Grass havde forudsagt, "...og som blot aldrig indfandt sig", ifølge Sontag. I sit essay On Photography bemærkede hun: "Begyndende med billederne, som blev reproduceret og indviet i Camera Work og udstillet i 291 – hvorved tidsskrift og galleri udgjorde det mest udsøgte forum for prægning i Whitmans forstand – har vejen ført amerikansk fotografi fra tilslutning over udhuling til parodi på Whitmans program [...] ligesom Whitman så Stieglitz ikke nogen modsætning i at gøre kunsten til værktøj for identifikation med samfundet og samtidig forherlige kunstneren som et heroisk, romantisk jeg der bringer sig selv til udtryk.“
Foråret 2001 viste National Gallery of Art i Washington D.C. den omfangsrige udstilling Modern art and America: Alfred Stieglitz and His New York Galleries, der for første gang fremhævede Alfred Stieglitz’ betydning for udviklingen af den moderne amerikanske kunst i hans rolle som fotograf, gallerist og forlægger. Udstillingen viste blandt andet en rekonstruktion af Stieglitz' eksperimentelle udstilling fra 1914 med afrikansk kunst og skulpturer af Constantin Brâncuşi.
Den amerikanske kulturvidenskabsmand Michael North undersøger i sine betragtninger fra 2005 over det æstetisk moderne og over fotografi den mangfoldighed af discipliner han fandt i Alfred Stieglitz’ tidsskrift Camera Work, hvor der ved siden af fotografiske værker også blev vist malerier og litterære tekster, og her nævnes især Gertrude Stein. North antyder, at litteratur og visuel kunst gennem anvendelse af fotografi havde bevæget sig ind i et nyt forhold: "Gennem tidsskriftet er fotografi blevet en vigtig befordrer for abstrakt kunst og eksperimentel litteratur“. Forfatteren fremsætter denne kommentar i anledning af en anekdote fra 1912, da en læser af Camera Work forbavset spurgte hvad "Picasso & Co“ havde at gøre med fotografi.
En omfangsrig retrospektiv dada-udstilling, der 2005-2006 blev vist i Centre Georges Pompidou i Paris, satte Alfred Stieglitz’ galleri 291 som centrum for New York-Dada, som imidlertid var kendetegnet ved kun få kollektivt organiserede aktiviteter.

## Udstillingsliste
Datoerne er fra tidsskriftet Camera Work og kunstkalenderen i New York Evening Post.

## Billeder
1. ↑  Henri Matisse: Le bonheur de vivre, olie på lærred, 175 × 241 cm, Barnes Foundation
2. ↑  Pablo Picasso: Stående kvindelig model Arkiveret 1. februar 2012 hos  Wayback Machine
3. ↑  Wassily Kandinskij. "The Garden of Love (Improvisation Number 27)" (engelsk). The Metropolitan Museum of Art. Arkiveret fra originalen 2. juni 2009. Hentet 28. april 2009.
4. ↑  Francis Picabia. "Fille née sans mère". National Galleries of Scotland. Hentet 28. april 2009. (Webside ikke længere tilgængelig)
5. ↑  Francis Picabia. "Ici, c'est ici Stieglitz". The Metropolitan Museum of Art. Arkiveret fra originalen 29. juni 2009. Hentet 28. april 2009.
6. ↑  Fountain by R. Mutt – The exhibit refused by the independents – Side fra The Blind Man Alfred Stieglitz' fotografi.